# Lokomotive Kreuzberg
Lokomotive Kreuzberg was een Duitse politrockband uit de jaren 70.

## Oprichting
Lokomotive Kreuzberg werd opgericht in het begin van 1972 in Berlijn, sinds oudejaarsavond van 1972/1973 was de band professioneel bezig. Tot aan de ontbinding speelde de nauw met de vakbonden verbonden band in wisselende bezettingen en tourde intensief door Duitsland, maar moest aan het eind van 1977 wegens financiële problemen stoppen.

## Bezetting
Naast het oprichtingslid Andreas Brauer (zang, keyboard, viool, fluit, gitaar en percussie), tekstschrijver Kalle Scherfling (zang), Volker Hiemann (zang, gitaar) en Uwe Holz (zang, drums, harmonica en percussie) waren ook Uve Müllrich (gitaar, basgitaar), later vervangen door Bernhard Potschka, Manfred Praeker (vanaf 1973) en Herwig Mitteregger (vanaf 1976) deelgenoot van de band. Uve Müllrich speelde daarna de basgitaar bij de band Embryo, in 1979 was hij mede-oprichter van de band Dissidenten. Na de ontbinding van Lokomotive Kreuzberg speelden Mitteregger, Potschka en Praeker bij de Nina Hagen Band en richtten later de succesvolle Deutschrock-groep Spliff op.

## Discografie
- 1972: Kollege Klatt (album)
- 1973: James Blond (album)
- 1973: Hey Mister America (single)
- 1975: Fette Jahre (album)
- 1976: Arbeitslos / Teddy Tex (single)
- 1977: Mountain Town (album)
- 1994: Gesammelte Werke (1972-78) (album, compilatie)